# WVV Wageningen in het seizoen 1963/64
Het seizoen 1963/1964 was het 10e jaar in het bestaan van de Wageningense betaaldvoetbalclub Wageningen. De club kwam uit in de Tweede divisie B en eindigde daarin op de 15e plaats. Tevens deed de club mee aan het toernooi om de KNVB beker, hierin werd de club in de tweede ronde uitgeschakeld door SHS (2–4).

## Wedstrijdstatistieken

### Tweede divisie B
|       | AGOVV | Baronie | D.F.C. | De Graafschap | Helmondia '55 | Hermes DVS | Limburgia | LONGA | N.E.C. | NOAD  | Roda JC | SVV   | Vitesse | Wilhelmina | Xerxes |
| ----- | ----- | ------- | ------ | ------------- | ------------- | ---------- | --------- | ----- | ------ | ----- | ------- | ----- | ------- | ---------- | ------ |
| Thuis | 2 – 4 | 2 – 2   | 4 – 2  | 3 – 0         | 1 – 1         | 0 – 0      | 1 – 3     | 1 – 0 | 0 – 2  | 0 – 0 | 1 – 3   | 1 – 3 | 2 – 0   | 4 – 1      | 2 – 2  |
| Uit   | 2 – 0 | 3 – 0   | 3 – 3  | 3 – 2         | 4 – 2         | 2 – 0      | 8 – 1     | 1 – 4 | 3 – 3  | 2 – 4 | 2 – 1   | 2 – 2 | 4 – 0   | 8 – 3      | 3 – 0  |

### KNVB beker
| 1e ronde                                             | Wageningen                               | 2 – 1 (1 – 1, 1 – 1) Na verlenging | Blauw-Wit                          |
| 29 september 1963 Plaats: Wageningen Wageningse Berg | Epi Drost 30', 111'                      |                                    | 20' Herman Koers                   |
| 2e ronde                                             | SHS                                      | 4 – 2 (3 – 2)                      | Wageningen                         |
| 17 november 1963 Plaats: Den Haag Houtrust           | Leen de Visser 4', –', –' Gerrie Hup 20' |                                    | 1' Ton van de Weerd Joop Daalderop |

## Statistieken Wageningen 1963/1964

### Eindstand Wageningen in de Nederlandse Tweede divisie B 1963 / 1964
| Stand | Gespeeld | Gewonnen | Gelijk | Verloren | Punten | Doelpunten voor | Doelpunten tegen |
| ----- | -------- | -------- | ------ | -------- | ------ | --------------- | ---------------- |
| 15e   | 30       | 7        | 8      | 15       | 22     | 59              | 88               |

### Topscorers
| #                | Naam                   | Goal |
| ---------------- | ---------------------- | ---- |
| 1.               | Epi Drost              | 10   |
| 2.               | Gerrit van de Weerthof | 9    |
| 3.               | Bart van Ingen         | 6    |
| 4.               | Joop Daalderop         | 5    |
| 5.               | Jan van Schaik         | 4    |
| 6.               | Frans van Ernst        | 3    |
| 6.               | Geurt Jansen           | 3    |
| 8.               | Ton van de Weerd       | 2    |
| 9.               | Wim van Eijk           | 1    |
| 9.               | Leo Kuhnen             | 1    |
| 9.               | Joop van Viegen        | 1    |
| Eigen doelpunten |                        |      |
| –                | Hans Muskens (NOAD)    | 1    |
| Totaal           | Totaal                 | 59   |

| #      | Naam             | Goal |
| ------ | ---------------- | ---- |
| 1.     | Epi Drost        | 2    |
| 2.     | Joop Daalderop   | 1    |
| 2.     | Ton van de Weerd | 1    |
| Totaal | Totaal           | 4    |